# توزيع منتظم متقطع

في نظرية الاحتمال والإحصائيات، يعد التوزيع المنتظم المتقطع هو توزيع الاحتمالات حيث يكون عددًا محدودًا من القيم المتباعدة بالتساوي ويمكن ملاحظتها بشكل متساوٍ تقريبًا؛ فكل قيمة من القيم n يكون لها احتمال متساوٍ مع 1/n. وبمعنى آخر فإن «التوزيع المنتظم المتقطع» سيكون «عددًا معرفًا من النتائج المتباعدة بالتساوي والتي لها نفس نسبة احتمال الحدوث».
إذا كان لمتغير عشوائي أي من قيم {\displaystyle n} المحتملة {\displaystyle k_{1},k_{2},\dots ,k_{n}} المتباعدة بالتساوي والتي لها نفس نسبة الاحتمال، إذا فلها نفس التوزيع المنتظم المتقطع. ويكون احتمال أي نتيجة هو {\displaystyle k_{i}}  is {\displaystyle 1/n}. هناك مثال بسيط للتوزيع المنتظم المتقطع وهو رمي النرد العادل (نرد) القيم الممكنة للمتغير {\displaystyle k} هي 1، 2، 3، 4، 5، 6؛ وفي كل مرة يتم رمي النرد فيها، يكون الاحتمال المتوقع نتيجة من 1/6. إذا ألقي حجر نرد، وأضيفت قيمتهما، فإن التوزيع المنتظم المتقطع لا يكون مناسبًا لأن القيم من 2 حتي 12 ليس لها احتمالات حدوث متساوية.
إن دالة التوزيع التراكمي (CDF) للتوزيع المنتظم المتقطع يمكن التعبير عنها في شكل توزيع متطابق مثل
{\displaystyle F(k;a,b,n)={1 \over n}\sum _{i=1}^{n}H(k-k_{i})}
حيث دالة هيفسايد الدرجية {\displaystyle H(x-x_{0})} هي دالة توزيع تراكمي للتوزيع المتطابق المتركز على {\displaystyle x_{0}}, مستخدمًا التعبير الاصطلاحي {\displaystyle H(0)=1.}

## تقدير الحد الأقصى
يوصف هذا المثال بالقول بأنه يتم الحصول على عينة من ملاحظات k من التوزيع المنتظم للأعداد الصحيحة {\displaystyle 1,2,\dots ,N}، مع ظهور مشكلة تقدير الحد الأقصى غير المعروف للمتغير N. تعرف هذه المشكلة بشكل عام على أنها مشكلة الدبابات الألمانية، نظراً لتطبيق أقصى تقدير لتقديرات إنتاج الدبابة الألمانية خلال الحرب العالمية الثانية.
إن مقدر UMVU للحد الأقصى ينتج من خلال
{\displaystyle {\hat {N}}={\frac {k+1}{k}}m-1=m+{\frac {m}{k}}-1}
حيث m هي الحد الأقصى للعينة و k هي حجم العينة، ويكون أخذ العينات دون إبدال. يمكن أن ينظر إلى ذلك على أنه حالة بسيطة جدًا لتقدير الحد الأقصى للمسافة.
ويمكن فهم المعادلة بشكل بديهي على النحو التالي:
«الحد الأقصى للعينة مضاف إليه متوسط الفارق بين الملاحظات في العينة»،
يضاف الفارق للتعويض عن التحيز السلبي للحد الأقصى للعينة كمقدر للحد الأقصى لعدد السكان.
ويكون الفارق في هذا كالتالي.
{\displaystyle {\frac {1}{k}}{\frac {(N-k)(N+1)}{(k+2)}}\approx {\frac {N^{2}}{k^{2}}}{\text{ for small samples }}k\ll N}
لذلك يكون الانحراف المعياري للتقريب في {\displaystyle N/k}، هو حجم متوسط (السكان) للفارق بين العينات؛ يقارن مع {\displaystyle {\frac {m}{k}}} أعلاه.
كما أن الحد الأقصى للعينة هو مُقدر الحد الأقصى للاحتمال للحد الأقصى لعدد السكان، ولكنه منحاز، كما ذكر أعلاه.
إذا لم يتم ترقيم العينات ولكن كانت قابلة للتعريف أو محددة بالعلامات، يمكن للمرء بدلاً من ذلك أن يقدر حجم السكان عبر طريقة الاستعادة- وإعادة الاستعادة.

## التبديل العشوائي
انظر الأرقام المصفوفية لحساب توزيع الاحتمالات لعدد النقاط الثابتة لتوزيع متساوٍ من عشوائية التبديل.